# Palazzo Correr Contarini Zorzi

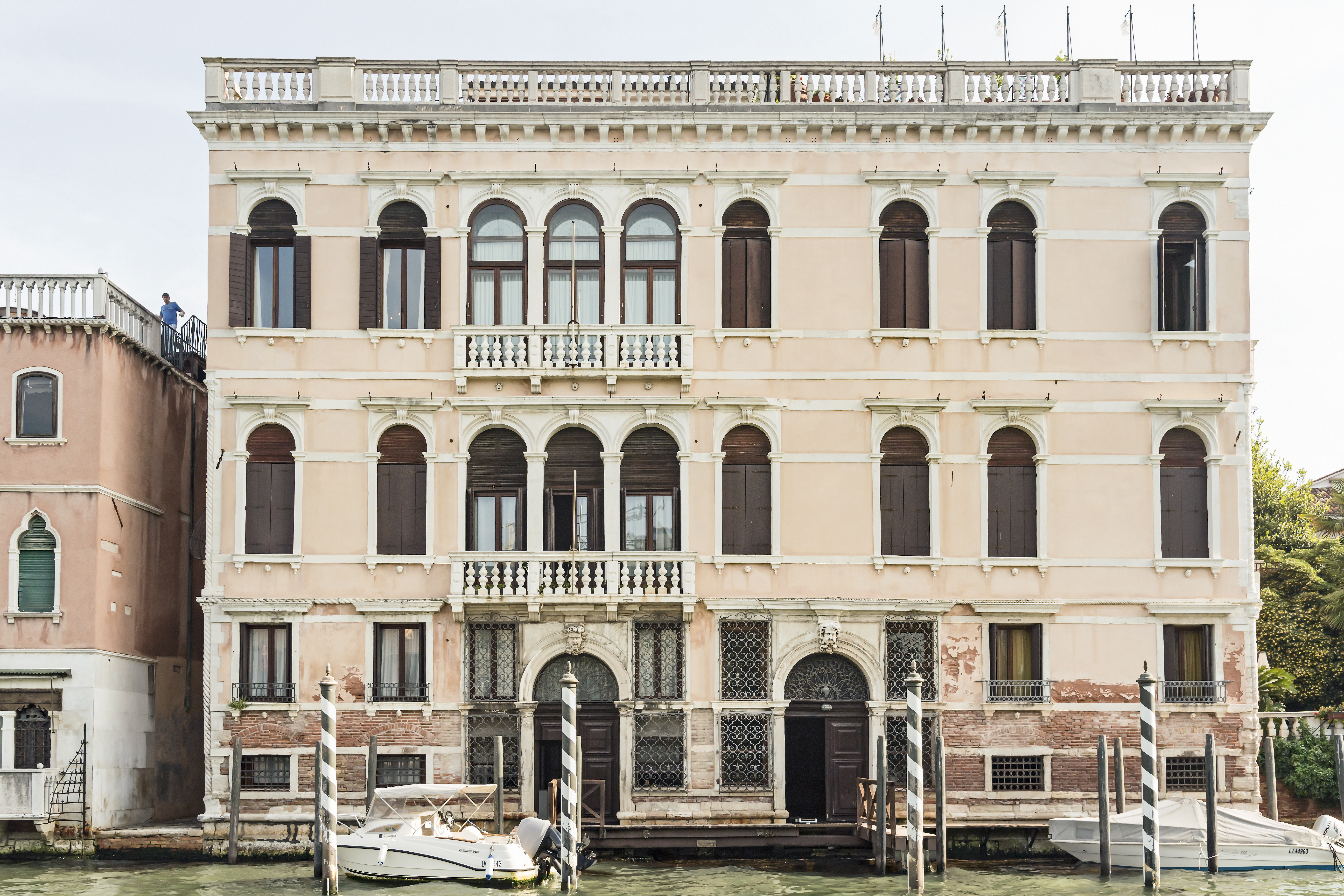
Palazzo Correr Contarini Zorzi

Palazzo Correr Contarini Zorzi ist ein Palast in Venedig in der italienischen Region Venetien. Er liegt im Sestiere Cannaregio mit Blick auf den Canal Grande zwischen dem Palazzo Querini Papozze und dem Palazzo Gritti Dandolo. Der Palast wird auch Ca’ dei Cuori genannt, weil in einigen schmiedeeisernen Wappen an der Fassade Herzen enthalten sind.

## Geschichte
Der Palast wurde 1678 an einer Stelle erbaut, an der vorher ein alter, gotischer Palast stand, von dem heute nur noch die eckigen Säulchen erhalten sind. In dem neuen Palast lebten viele Adelsfamilien: Die Corrers ließen in erbauen, dann fiel er an Familien Soranzo, Zorzi und Contarini.
In diesem Palast lebte Antonio Correr, als einer der wenigen Patrizier bekannt, die sich weigerten, eine Perücke zu tragen, die als Statussymbol der Adelsklasse galt. Um 1840 lebte dort Giovanni di Sebastiano. Im folgenden Jahrhundert, als der Palast den De Mombells gehörte, wurde die Terrasse angebracht, die die Fassade abschließt.
Das Gebäude wurde kürzlich restauriert.

## Beschreibung
Der Palast, der mit seiner Fassade aus dem 17. Jahrhundert monumental auf den Canal Grande hinausragt, hat zwei imposante Portale zum Wasser, die an den Schlusssteinen ihrer Rundbögen Köpfe zeigen und von vier rechteckigen Fensterchen umgeben sind. Ihre Position in der Mitte setzt sich allerdings in der Fensterstruktur der oberen Stockwerken nicht fort.
Es gibt zwei Hauptgeschosse, die gleich aussehen und gleich wichtig sind: Sie stechen durch Dreifachrundbogenfenster mit kleinem Balkon hervor, die nach links versetzt und von Einzelfensterpaaren flankiert sind, die sich auch über einen Teil der Seitenfassade erstrecken. Bänder aus istrischem Kalkstein heben die symmetrische, harmonische Anordnung der Elemente hervor, die besonderes Augenmerk auf die Präzision der Gestaltung legen. Ein wirklich bemerkenswertes Element ist sicherlich auch die weiße Brüstung, die die Dachterrasse begrenzt und von einer gezahnten Dachtraufe getragen wird.
Im Inneren des Gebäudes befinden sich klassizistische Fresken.